# Maligny (Côte-d'Or)
Maligny é uma comuna francesa na região administrativa da Borgonha-Franco-Condado, no departamento de Côte-d'Or. Estende-se por uma área de 16,83 km². Em 2010 a comuna tinha 208 habitantes (densidade: 12,4 hab./km²).